# О-бі, о-ба. Кінець цивілізації
«О-бі, о-ба. Кінець цивілізації» (пол. O-bi, O-ba. Koniec cywilizacji) — польський фантастичний постапокаліптичний фільм 1985 року. Прем'єра відбулася 28 січня 1985 року на Польському кінофестивалі в Гдині.

## Сюжет
Група людей врятувалася від глобальної ядерної катастрофи в бункері, схованому високо в горах у Куполі. Вцілілі живуть злиденно, в бункері завжди холодно, багато хто має психічні проблеми. Не вистачає їжі — її починають виготовляти з паперу, на який ідуть книги. Чимало людей проте вірить обіцянкам військового командування про прибуття «Ковчега», що має забрати їх.
З моменту катастрофи минув рік, головний герой Софт не вірить у «Ковчег», але намагається не втратити людяності. Він виявляє, що бункер розтріскується і всім його жителям загрожує загибель. Він зустрічає чоловіка, який проєктував Купол, і той підтверджує, що будівля скоро розвалиться. Софт намагається переконати його в необхідності врятувати бункер, але проєктувальник стверджує, що це не має сенсу — всі помруть рано чи пізно.
На відміну від Софта, його коханка, повія Геа, вірить у «Ковчег» і сподівається, що він забере її з Софтом на космічну станцію, де прийде кінець скруті. Софт розшукує, хто придумав «Ковчег» і чи є за цим реальна основа. Йому стає зрозуміло, що і вищі чини вірять в це, але чекають, поки більшість вимре, і тоді врятуються самі. Він знаходить начальника бункера, якому дорікає, що той вигадав «Ковчег», аби лиш вцілілі слухалися його. Начальник визнає це, але дозволяє Софту спробувати врятувати бункер. Той дізнається, що десь у бункері є ангар з літаком.
Софт шукає шлях до літака і врешті знаходить його, але летіти на ньому неможливо. Частина зовнішньої стіни обрушується, безладний натовп жителів бункера кидається туди, впевнений, що це прилетів «Ковчег». Останнім, крізь уламки і розтоптаних в тисняві людей, виходить Софт. Він опиняється сам серед засніжених скель. Софт бачить видіння повітряної кулі, з якої його вітає Геа. Він залазить у кулю, звідки бачить на землі справжнього себе, та скидає йому сумку. Взявши її, Софт вирушає далі крізь сніг.

## У ролях
- Єжи Штур — Софт
- Кристина Янда — Геа, його подруга
- Маріуш Дмоховський — мільйонер
- Калина Ендрусик — його дружина
- Марек Вальчевський — начальник Софта
- Хенрик Біста — «Товстий»
- Леон Нємчик — «Красунчик»
- Маріуш Бенуа — лікар
- Адам Ференци — сумний
- Ришард Котис — подрібнювач паперу
- Влодзімеж Мусял — Крафт
- Ян Новицький — інженер
- Кшиштоф Майхжак — винахідник «морозильного Едему»
- Станіслав Ігар — ремісник
- Марцин Тронський — спекулянт
- Ельжбетв Зайонцувна — повія в барі

## Реліз
У грудні 2003 року «О-бі, о-ба. Кінець цивілізації» вийшов на DVD на території Польщі разом з двома іншими фільмами Пйотра Шулькіна, «Війна світів: Наступне сторіччя» та «Га-Га: Слава Героям».